# Boulevard Pereire
Pour les articles homonymes, voir Pereire.
Le boulevard Pereire est une voie du 17e arrondissement de Paris.

## Situation et accès
Le boulevard est formé par deux voies plantées d'arbres, situées de part et d'autre de la ligne d'Auteuil et dont les limites sont :
- côté impair : part de la rue Jouffroy-d'Abbans et arrive sur l'avenue de la Grande-Armée ;
- côté pair : part de la rue de Saussure et arrive sur le boulevard Gouvion-Saint-Cyr.

Sa longueur est de 2 540 mètres et sa largeur varie entre 16,70 et 43,70 mètres. 
Le boulevard traverse la place du Maréchal-Juin et la place de Wagram et accueille trois voies en hommage aux grandes résistantes, du nord au sud : la promenade Gilberte-Brossolette, la promenade Rosemonde-Pujol et la promenade Thérèse-Pierre.
La Petite ceinture du 17e est une promenade linéaire ouverte au public depuis juillet 2019 dans la tranchée de l'ancienne ligne d'Auteuil du pont de la rue de Tocqueville jusqu'à proximité de la place Loulou Gasté.

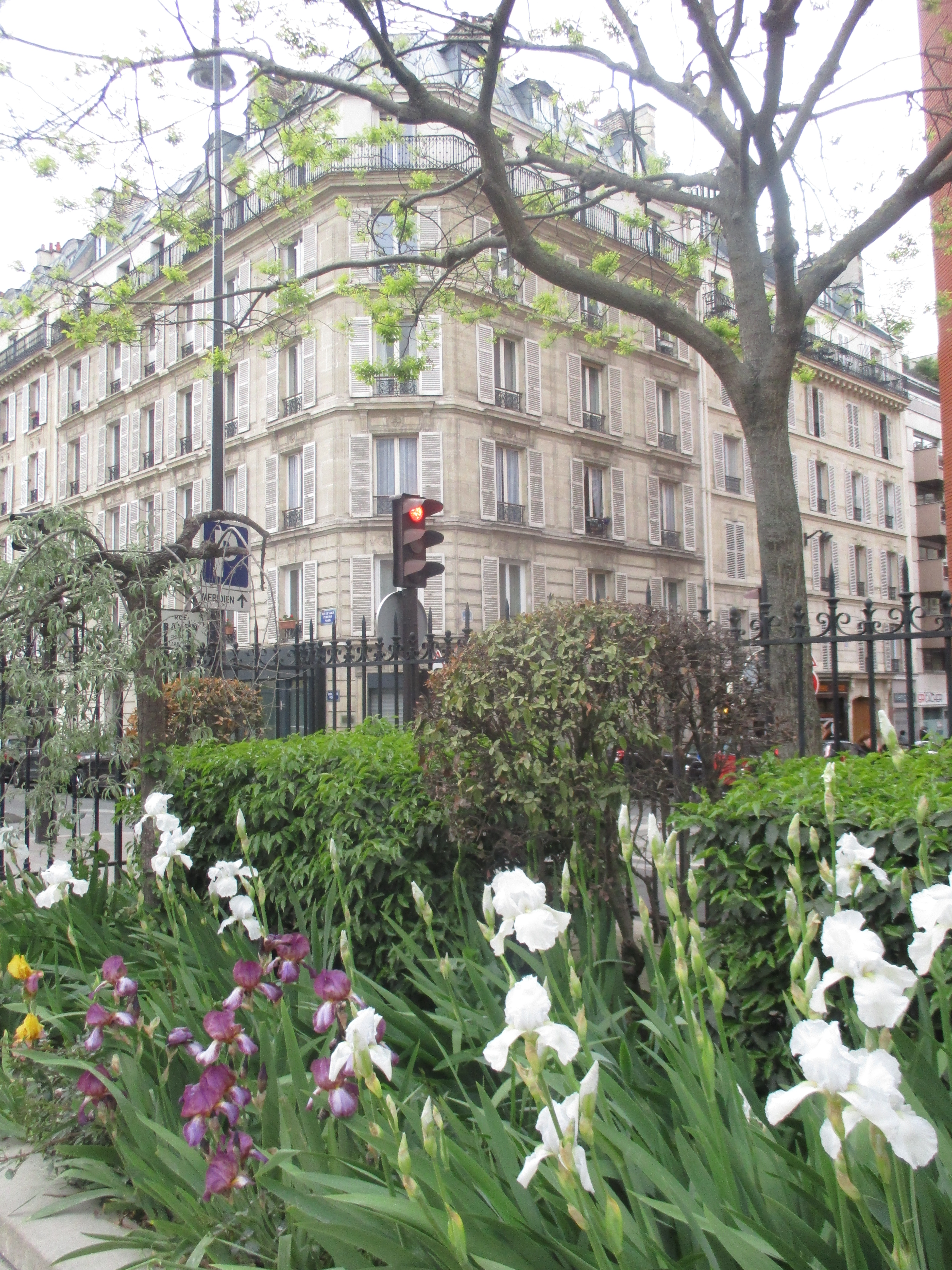
Iris, promenade Rosemonde-Pujol, au printemps.
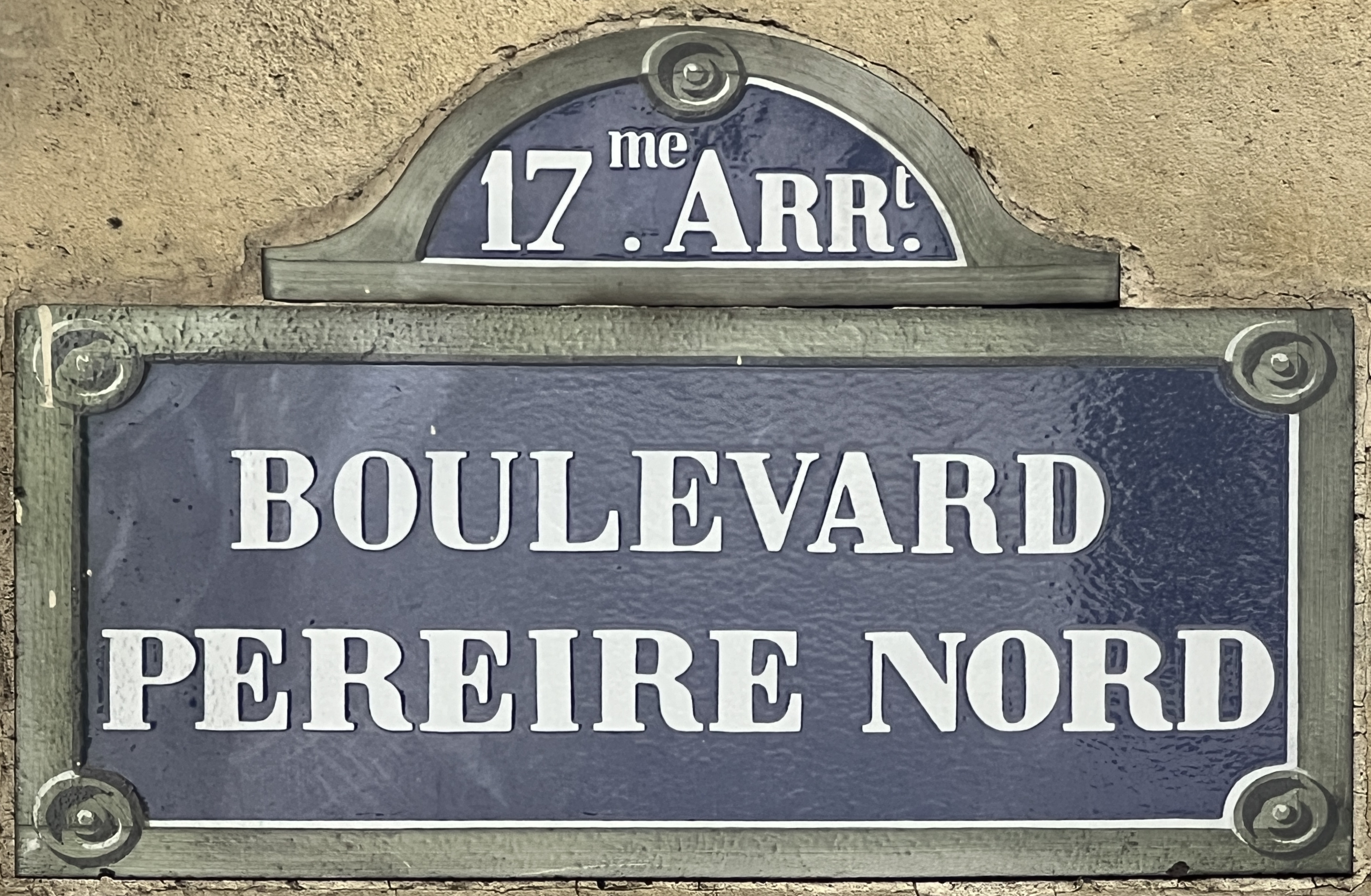
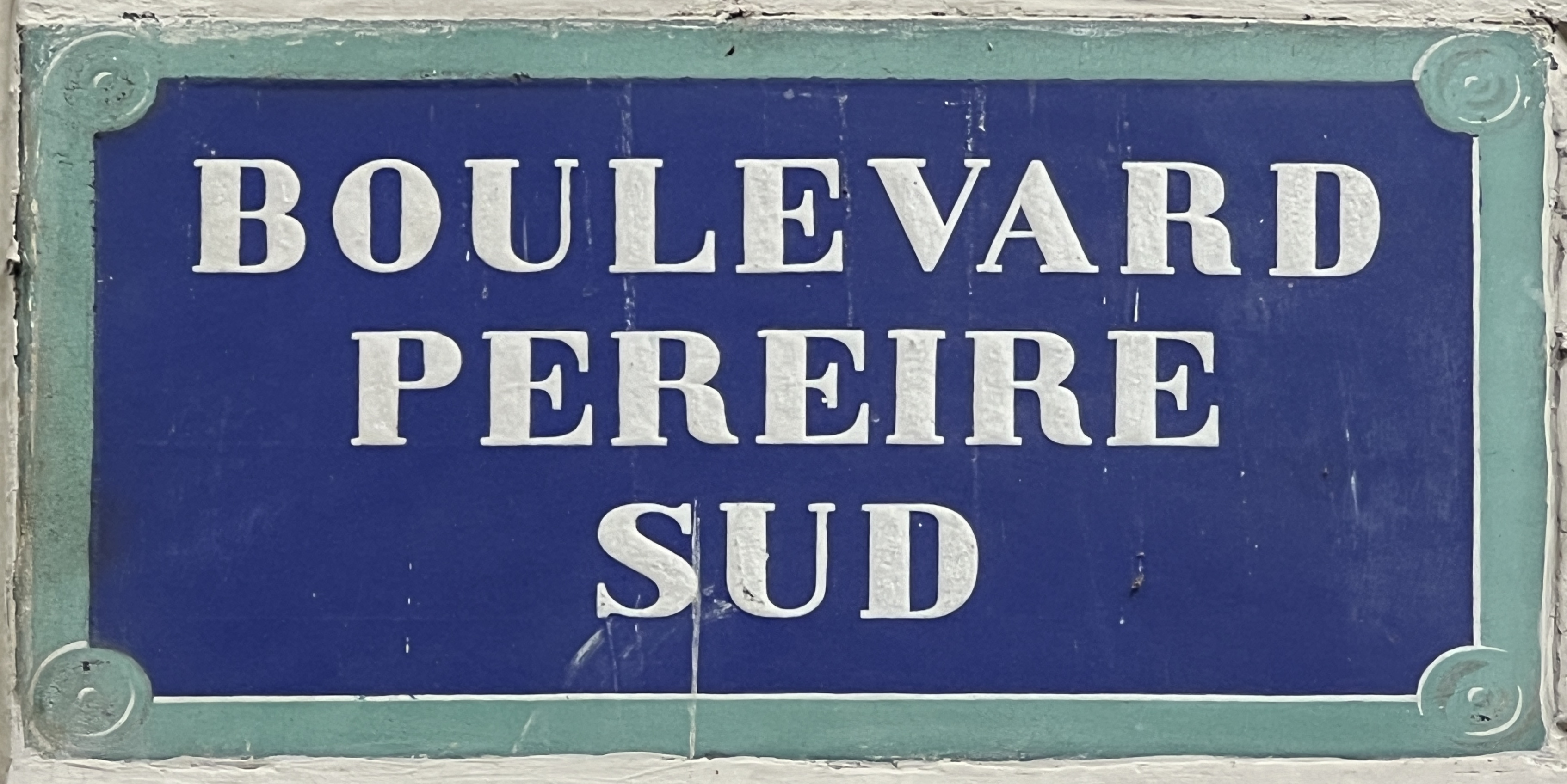

## Origine du nom

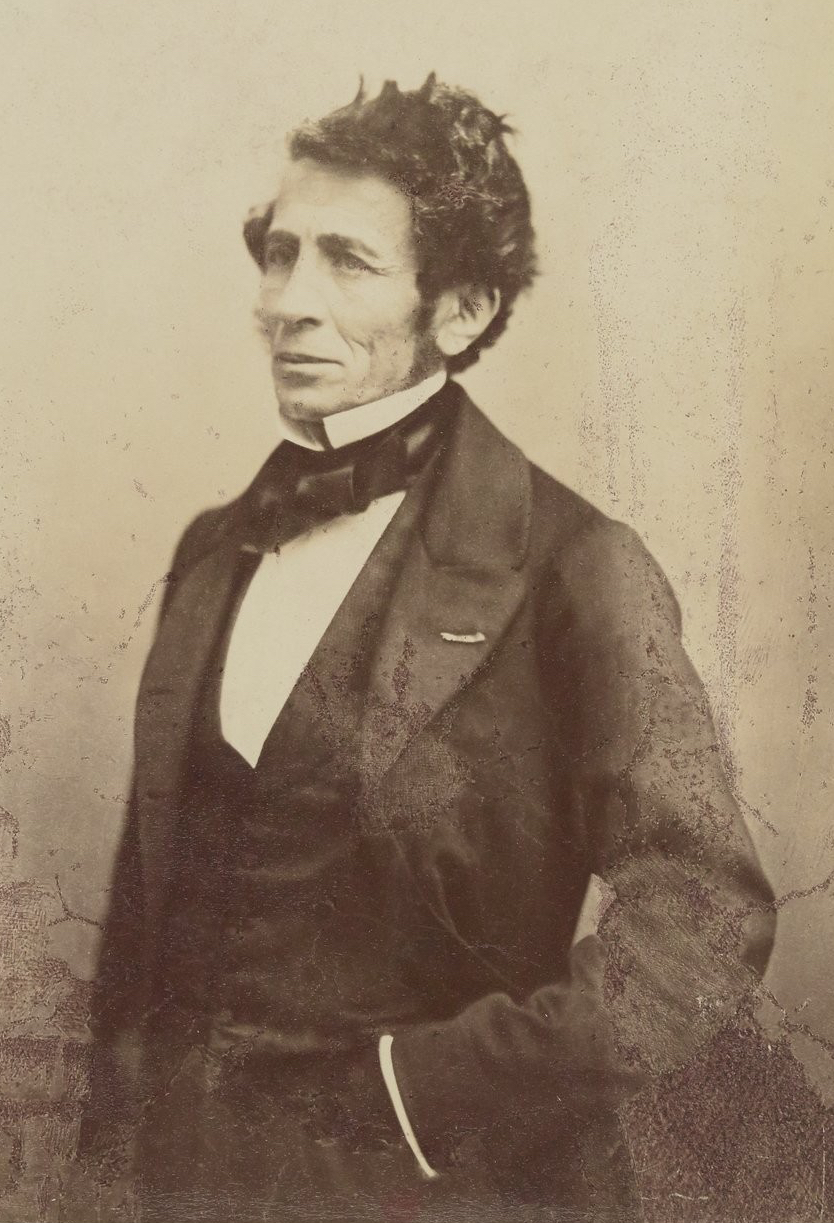
Émile Pereire.

Le boulevard tient son nom des frères Pereire, concessionnaires de la ligne d'Auteuil, selon une délibération de la commune de Neuilly en date du 2 août 1855.
Sous l'Occupation, un changement de nom est proposé par le capitaine Paul Sézille, directeur de l'Institut d'étude des questions juives, en raison de l'origine juive des frères Pereire. Il suggère à Theodor Dannecker, responsable de la question juive à la Gestapo de Paris, la dénomination « boulevard Édouard-Drumont », du nom du célèbre agitateur antisémite. Ce projet n'aboutit pas.

## Historique
Le boulevard Pereire nord et sud a été aménagé de 1852 à 1854 en liaison avec la construction de la ligne d’Auteuil, en embranchement de la ligne de Paris à Saint-Germain, par une compagnie fondée par les frères Pereire, sur le territoire des communes de Batignolles-Monceaux et de Neuilly entre le mur des Fermiers généraux et l’enceinte de Thiers, qui ne sera annexé à la Ville de Paris qu’en 1860.
Ces communes offrent quatre hectares de terrains le long des fortifications entre la rue de Saussure et la porte Maillot à la compagnie à la condition de  réaliser un boulevard de dix mètres de large de chaque côté de la ligne et une station au droit du pont Cardinet. La ligne est construite en tranchée sans aucun passage à niveau. Le boulevard est la première voie réalisée à l’intérieur de l’espace rural, vide de constructions avant 1854, compris entre l’enceinte fortifiée construite de 1841 à 1843 au nord (emplacement de l'actuel boulevard Berthier), la route d’Asnières, actuelle rue de Tocqueville à l’est, la rue Cardinet au sud et la rue de Courcelles à l’ouest et marque le début de l’urbanisation de la plaine  Monceau par Haussmann et les frères Pereire sous le Second Empire.
Sur la partie sud du boulevard, le quartier des Ternes était en début d’urbanisation en 1854 mais comportait encore des espaces non construits, notamment le petit étang de la Grenouillère,  où le boulevard et la ligne ont été réalisés sans expropriation importante.
Le tronçon du boulevard  Pereire nord de la place de Wagram à la rue de Saussure a été ouvert, plus tard, en 1869.
Dans les années 1860-1880, des villas ou hôtels particuliers se construisent le long du boulevard, puis à partir des années 1870, des immeubles de type haussmannien. L’habitat individuel a été en grande partie remplacé au cours de la première moitié du XXe siècle par des immeubles collectifs de type post-haussmannien ou de style Art déco de qualité. Il reste cependant quelques maisons des origines de l'urbanisation.
Les constructions antérieures à la réalisation du boulevard sont exceptionnelles. On remarque une petite maison à l’angle de la rue de Tocqueville, ancienne route d’Asnières.
Les deux voies d’origine furent portées à quatre en 1900, les talus de la tranchée étant remplacés par des murs verticaux.
La tranchée  fut recouverte à la fin des années 1980 en liaison avec la construction de la branche nord-est du RER C en remplacement de l’ancienne ligne d’Auteuil sauf sur partie la nord, de la place Loulou-Gasté à la rue de Saussure, où la voie ferrée n’est plus utilisée depuis 1996. Une promenade est ouverte au public depuis 2019 sur ce tronçon. 
Sur la couverture de la tranchée, la promenade Pereire été aménagée en 1989 de la place du Maréchal-Juin à l’avenue des Ternes, des terrains de tennis de la place du Maréchal-Juin à la place Loulou-Gasté et un parking au sud de la porte Maillot.

## Bâtiments remarquables et lieux de mémoire

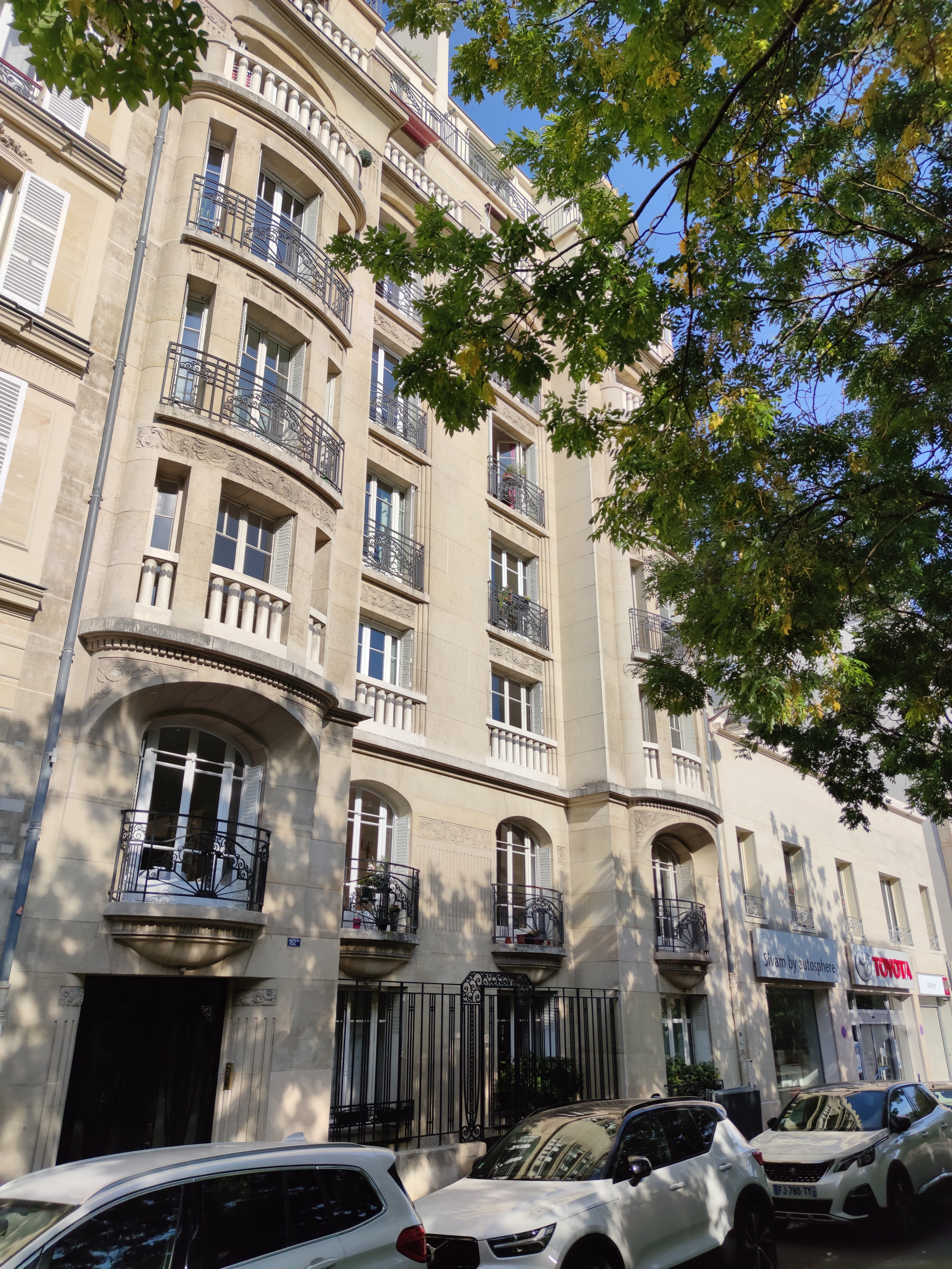
No 182 bis.

- No 2  : en 1871, le photographe Léon Crémière (1831-1913) y installe son studio et laboratoire photographique[7].
- No 19 : le compositeur Maurice Ravel (1875-1937) y vécut de juillet 1901 à avril 1904[8] ; une plaque commémorative en rappelle le souvenir, inaugurée le 28 décembre 2021 à l'initiative de l'association des Amis de Maurice Ravel.
- No 29 : l'architecte Émile Bénard (1844-1929) y habita.
- No 49 : le compositeur Florent Schmitt (1870-1958) y vécut au moins en 1900[9].
- No 54 : le poète Miguel Zamacoïs (1866-1955) y habita[10].
- No 56 : la tragédienne Sarah Bernhardt mourut à cette adresse le 26 mars 1923. C'est à partir de 1887, qu'elle s'était installée dans cet hôtel construit pour le directeur de théâtre Louis Cantin, moyennant un loyer annuel de 11 000 francs[11] (hôtel démoli).
- No 63 : le peintre et dessinateur André Foy (1886-1953) y vécut.
- No 90 : y vécurent la chanteuse Jane Bathori (1877-1970) et son mari le chanteur Émile Engel (1847-1927), interprètes et amis de Maurice Ravel, au moins de 1908 à 1921.
- No 91 : bâtiment qui a appartenu au ministère des Armées[12].
- No 93 : l'architecte Georges Vaudoyer (1877-1947) y vécut.
- No 98 : l'académicien Henri-Robert (1863-1936) y vécut ; une plaque en rappelle le souvenir.
- No 102 : ensemble scolaire privé catholique Sainte-Ursule, lié à l'ordre de Sainte-Ursule. L'établissement compte 277 élèves en 1933, contre 1 600 en 2013. Le 102 boulevard Pereire accueille l'école et le collège. En 1943 est acquis le 16 avenue Gourgaud dans le même pâté de maisons et en 1968 le 25 rue Daubigny (aussi dans le 17e arrondissement), jusque là propriété du cours Louise-de-Bettignies, et qui est depuis le site du lycée. Les bâtiments d'origine ont laissé place à des édifices modernes. À l'origine destiné aux filles, Sainte-Ursule devient mixte dans les années 1990[13],[14].
- No 115 : construit en 1875 pour une famille par l'architecte Henri Geisse (1843-1920) sur une parcelle qui rejoint la rue Ampère, il abrita l'école primaire de garçons Saint-François de Sales jusqu'en 1997, dirigée par Pierre Camard à partir de 1961.
- No 139 : le pianiste et compositeur Louis Aubert (1877-1968) y vécut au plus tard de 1923 à 1967.
- No 145 : le compositeur Robert Planquette (1848-1903) y habita et y mourut.
- No 149 : l'artiste lyrique Numa Auguez (1847-1903) y habita[15]. Ici vécut et mourut le peintre Jean Veber (1864-1928), une plaque en rappelle le souvenir.
- No 167 : le peintre Maurice Bompard (1857-1935) y vécut et y mourut[16].
- No 173 : le peintre Pierre-Gaston Rigaud (1874-1939) y habita, de 1913 à 1939, puis son fils, Jean Rigaud (1912-1999), des années 1950 à 1999[17].
- No 177 : le pianiste et compositeur Louis Aubert (1877-1968) y vécut au moins de 1903 à 1914[18] ; le comédien et metteur en scène Charles Dullin (1885-1949) et son épouse, Marcelle Jeanniot-Dullin, y vécurent à partir de 1919 et y créèrent un an plus tard L'Atelier, troupe-école visant au renouveau de l'art dramatique. Marcelle Jeanniot-Dullin y mourra en 1964[réf. nécessaire].
- No 180 : accès au square Bayen.
- No 182 bis : immeuble construit par les architectes Jean Boucher et René Pierre en 1929, signé en façade.
- No 193 : siège des éditions musicales Enoch, éditeur notamment d'Emmanuel Chabrier et du Menuet antique de Maurice Ravel.
- No 201 : le compositeur et académicien Théodore Dubois (1837-1924) y vécut au moins de 1906 à 1914.
- No 212 ter : le compositeur Raoul Laparra (1876-1943) y vécut.
- No 239 : l'aviateur et pilote automobile Maurice Tabuteau (1884-1976), membre du cercle des Apaches, y vécut au moins de 1909 à 1957.
- No 241 : ancien siège de La Cinq, devenu celui de la société 20th Century Fox France.
- Michelin a eu le siège de ses activités de cartes et de guides sur le boulevard[19]. En août et septembre 1944, après la Libération de Paris, des troupes américaines viennent s'y approvisionner en centaines de milliers de cartes Michelin du nord-est de la France, de la Belgique, des Pays-Bas et de l'Allemagne[20].

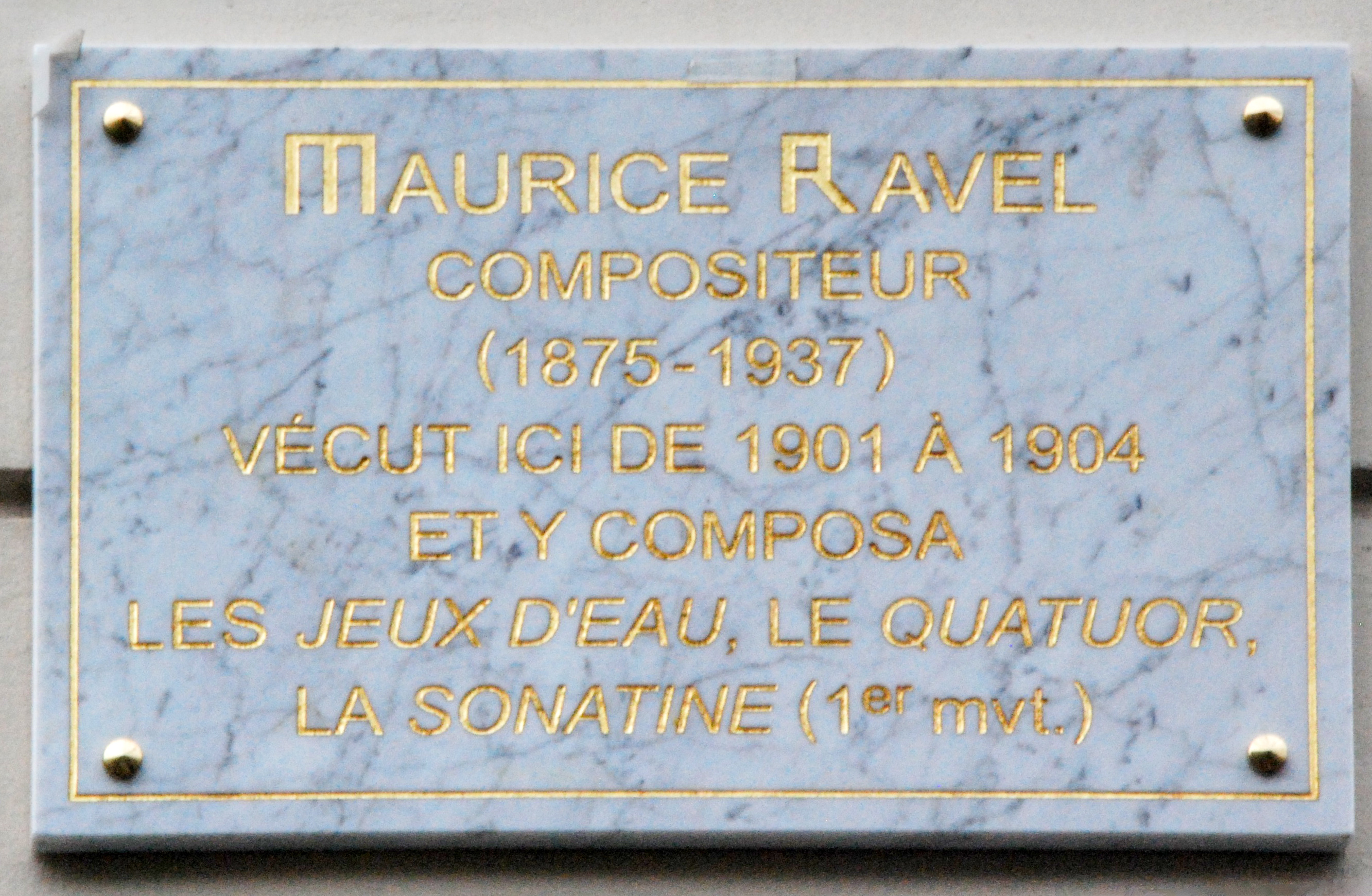
Plaque au no 19 pour Maurice Ravel.
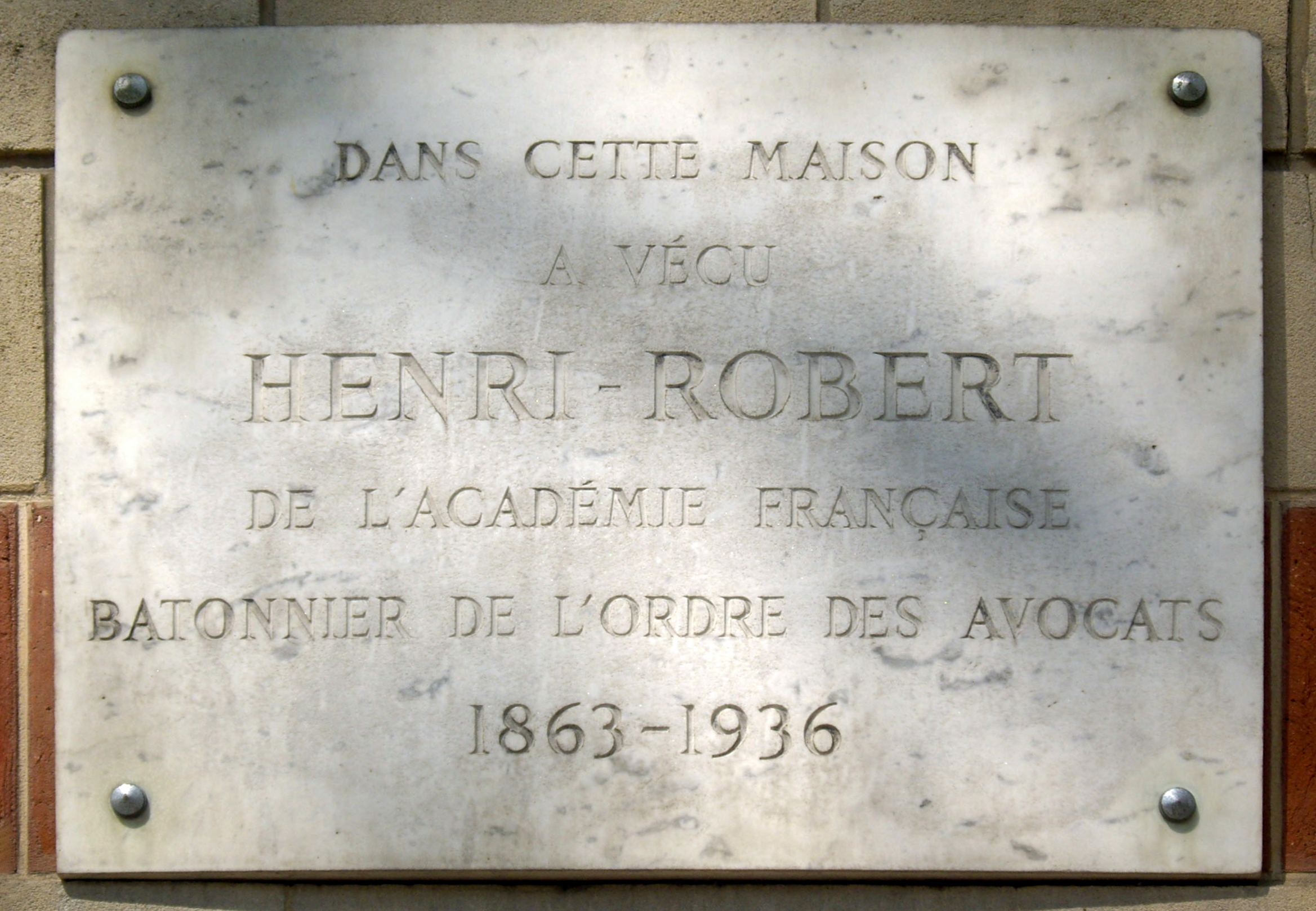
Plaque au no 98 pour Henri-Robert.
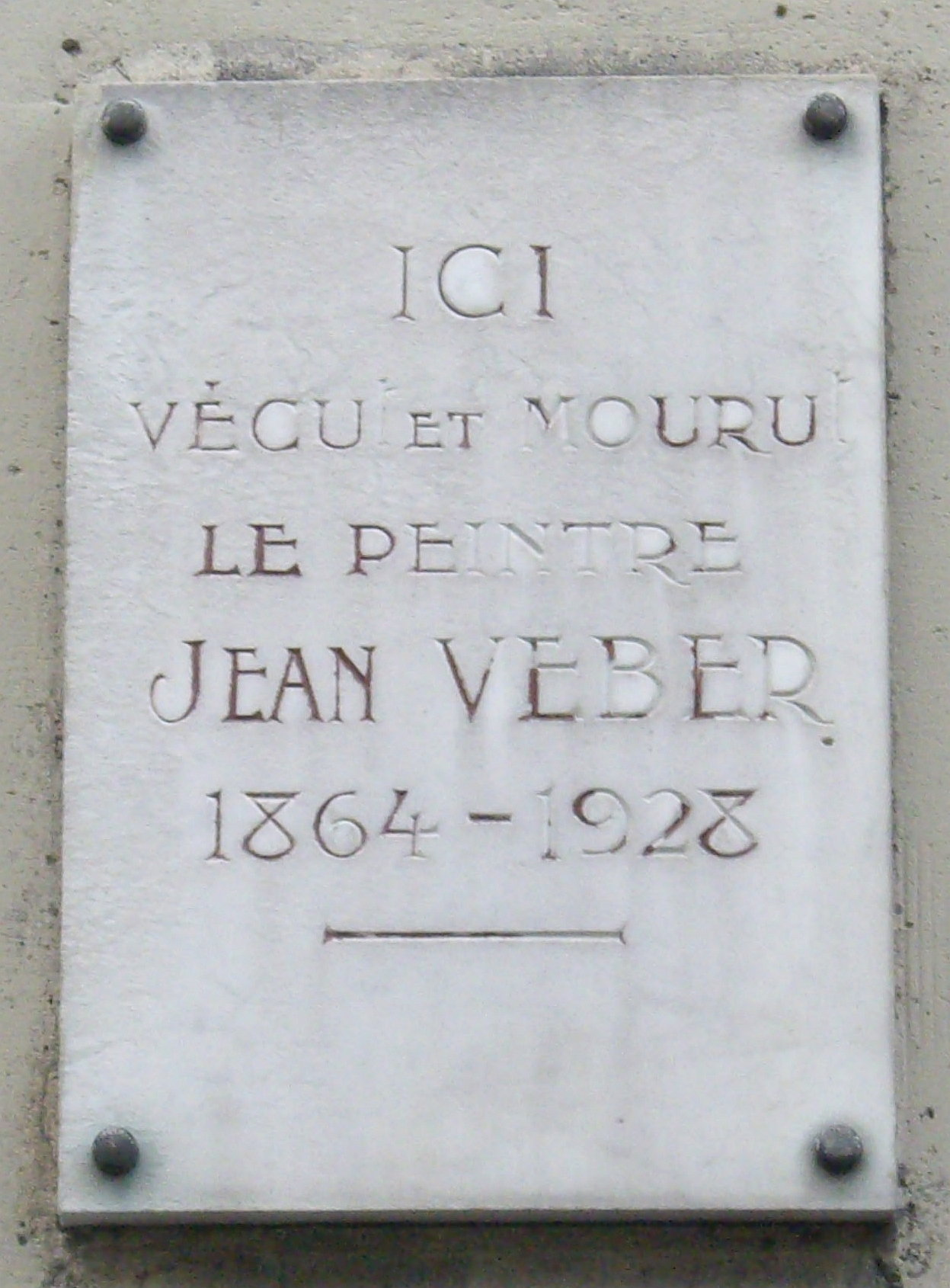
Plaque au no 149 pour Jean Veber.

## Dans la littérature
- Le boulevard est le lieu principal de l'action du roman Cri des profondeurs (1951), de Georges Duhamel, décrivant la vie d'une société pharmaceutique sous l'Occupation. L'auteur y situe l'entreprise Dardaille, Winterberg and Co. qui subit un changement de nom en raison de la judéité de son associé[21], tout comme l'appellation même du boulevard durant la Seconde Guerre mondiale.